# Палтиниш (Бакау)
Палтиниш (рум. Păltiniș) насеље је у Румунији у округу Бакау у општини Асау. Oпштина се налази на надморској висини од 652 m.

## Становништво
Према подацима из 2002. године у насељу је живело 687 становника, од којих су сви румунске националности.